# Golden Gate (Illinois)
Pour les articles homonymes, voir Golden Gate (homonymie).
Golden Gate est un village situé à l'est de Fairfield dans le comté de Wayne dans l'Illinois, aux États-Unis,. Il est incorporé le 18 octobre 1901.

## Démographie
Lors du recensement de 2010, le village comptait une population de 68 habitants. Elle est estimée, en 2016, à 67 habitants.

### Source de la traduction
- (en) Cet article est partiellement ou en totalité issu de l’article de Wikipédia en anglais intitulé « Golden Gate, Illinois » (voir la liste des auteurs).